# Chathamduva
Chathamduva (Hemiphaga chathamensis) är en fågel i familjen duvor inom ordningen duvfåglar.

## Utseende och läte
Chathamduvan är en stor (51 cm) och knubbig duva i grönt och vitt med askgrå anstrykning. På huvud, strupe, övre delen av bröstet och ovansidan är den svartgrå, tydligt avgränsat mot vitt på nedre delen av bröstet och undersidan. Liknande nyazeelandduvan är tydligare tecknad, med grönglansigt istället för svartgrått. Lätet är ett enkelt "kuu". I flykten hörs också mycket ljudliga vingslag.

## Utbredning och systematik
Chathamduva återfinns enbart i nyzeeländska ögruppen Chathamöarna. Den behandlades tidigare som underart till nyazeelandduva (H. novaeseelandiae) och vissa gör det fortfarande. Numera urskiljs den dock oftast som egen art.

## Status
Chathamduvan har återhämtat sig från ett bestånd på endast 45 individer tack vare framgångsrik begränsning av invasiva predatorer. Populationen uppskattades 2009 bestå av 600 individer. IUCN kategoriserar arten som sårbar.